# Vilhelmsborg (Gamtofte Sogn)
Vilhelmsborg er dannet i 1840 af Frederik Vilhelm Treschow til Brahesborg. Vilhelmsborg er nu en avlsgård under Brahesborg Gods. Gården ligger i Gamtofte Sogn, Båg Herred, Assens Kommune. Hovedbygningen er opført i 1842-1844.
Vilhelmsborg er på 288 hektar

## Ejere af Vilhelmsborg
- (1840-1854) Willum Frederik Treschow
- (1854-1869) Frederik Vilhelm Rosenkilde Treschow (stedsøn)
- (1869-1870) Andrea Bjørn Rothe gift Treschow
- (1870-1911) Carl Adolf Frederiksen Rothe Treschow (søn)
- (1911-1951) Frederik Vilhelm Carlsen Treschow (søn)
- (1951-1963) Bror Carl Adolf Cederfeld de Simonsen (søsters søn)
- (1963-1981) Ivar Brorsen Cederfeld de Simonsen (søn)
- (1981-) Peter Ivarsen Cederfeld de Simonsen (søn)